# بلال أصوفي
بلال أصوفي مواليد 14 أكتوبر 1988 بمدينة طنجة ،لاعب كرة قدم مغربي يلعب حاليا لنادي شباب الحسيمة.

## مسيرته الرياضية
بدأ أصوفي مسيرته مع نادي إتحاد طنجة وتدرج في فئاته إلى غاية الوصول إلى الفريق الأول سنة 2008 حيث قدم مستوى جيد في مشاركاته مع الفريق لينتقل سنة 2012 إلى النادي القنيطري الذي لعب له موسمين تألقا فيهما خصوصاً موسم 2013–2014 الذي بصم فيه على مستوى مبهر حيث كان هدافاً للنادي برصيد 8 أهداف سجلها في 24 مباراة ،وأمام هذا التألق جذب أصوفي أنظار كبار الأندية المغربية كالوداد والرجاء البيضاويين إضافة إلى نادي الجيش الملكي التي تسابقت على الفوز بخدماته والتي ستؤول في النهاية إلى نادي الوداد الرياضي الذي حسم الصفقة بعد أن دفع قيمة الشرط الجزائي في عقده مع النادي القنيطري والمقدرة بـ2 مليون درهم (200 مليون سنتيم) ليوقع عقداً لمدة 4 سنوات مع الفريق الأحمر حيث لعب أول مباراة له مع الفريق ضد نادي الفتح الرباطي في 28 سبتمبر 2014 برسم الدورة الرابعة من البطولة المغربية في اللقاء الذي انتهى 4–2 لصالح الوداد ، لكنه وجد صعوبة في إيجاد مكانة رسمية بالقلعة الحمراء لهذا فقد تمت إعارته إلى نادي شباب الريف الحسيمي في يناير 2015
وللإشارة فإبان لعب أصوفي للنادي القنيطري كان لاعباً أساسياً مع المنتخب المغربي لكرة القدم المصغرة داخل الصالات.

## روابط خارجية
- بلال أصوفي على موقع قاعدة بيانات كرة القدم.إي يو (الإنجليزية)
- بلال أصوفي على موقع كووورة